# Batracomorphus viridula
Batracomorphus viridula är en insektsart som beskrevs av Melichar 1902. Batracomorphus viridula ingår i släktet Batracomorphus och familjen dvärgstritar. Inga underarter finns listade i Catalogue of Life.